# Ronnie Scott
Ronnie Scott (Aldgate, 28 de enero de 1927 – Londres, 23 de diciembre de 1996) fue un saxofonista de jazz británico, reconocido por confundar el Ronnie Scott's Jazz Club en 1959, uno de los clubes de jazz más populares del mundo.

## Biografía
Scott nació en la localidad de Aldgate, Inglaterra, donde empezó a tocar saxofón en pequeños clubes de jazz a los 16 años. A mediados de la década de 1940 empezó a salir de gira con músicos como Johnny Claes y Ted Heath. A finales de la década empezó a publicar lanzamientos en calidad de solista y en los años 1950 y 1960 formó diversas orquestas y cuartetos, además de registrar colaboraciones con otros músicos como Victor Feldman y Kenny Clarke.
En 1959 fundó junto con el saxofonista Pete King el Ronnie Scott's Jazz Club, un club dedicado al jazz que con el paso de los años se convirtió en uno de los más populares del mundo, albergando toda clase de eventos de grandes artistas.
El músico falleció el 23 de diciembre de 1996 en Londres a los 69 años por una sobredosis accidental de barbitúricos luego de haberse realizado una cirugía dental.

## Discografía

### Solista
- 1948: Boppin' at Esquire (Indigo)
- 1958: The Couriers of Jazz! (Carlton)
- 1965: The Night Is Scott and You're So Swingable (Redial)
- 1965: When I Want Your Opinion, I'll Give it to You (Jazz House)
- 1969: Live at Ronnie Scott's (Columbia)
- 1977: Serious Gold (Pye) 1974 (Scott At Ronnie's)
- 1990: Never Pat a Burning Dog (Jazz House)
- 1997: If I Want Your Opinion (Jazz House)
- 1997: The Night Has a Thousand Eyes (Jazz House)
- 2000: Boppin' at Esquire (Indigo)
- 2002: Ronnie Scott Live at the Jazz Club (Time Music)